# Tito Gotti
Tito Gotti (Bologna, 6 luglio 1927 – Bologna, 11 maggio 2024) è stato un direttore d'orchestra, musicologo, saggista e organizzatore musicale italiano.

## Biografia
Nella città natale, oltre agli studi classici e universitari, frequentò il Conservatorio G. B. Martini di Bologna, diplomandosi in Musica corale e in Composizione sotto la guida di Adone Zecchi e in pianoforte a Milano sotto la guida di Giuseppe Piccioli. A Vienna studiò direzione d'orchestra per tre anni presso la Musikhochschule con Hans Swarowsky, conseguendo il diploma relativo, perfezionandosi in seguito a Venezia e Roma con Franco Ferrara e a Salisburgo con Lovro von Matačić. 
Intraprese così un'intensa e significativa carriera artistica che lo portò a dirigere opere e concerti presso enti teatrali, concertistici e radiotelevisivi in Italia (Bologna, Milano, Roma, Genova, Palermo, Venezia, ecc.) e all'estero. Diresse programmi sinfonici con autori classici, romantici e contemporanei, dedicando larga attenzione alla musica sinfonico-vocale e alla riproposta di opere meno consuete. All'attività direttoriale affiancò subito quella di studio e di ricerca annoverando in questo ambito il lavoro compiuto sulla musica bolognese ed emiliana dei secoli XVII e XVIII. Ricoprì per trentasei anni la cattedra di Musica Corale e Direzione di Coro presso il Conservatorio di Bologna, fino al pensionamento nel 1998. 
Nel 1967 fondò le Feste Musicali a Bologna, una rassegna di sperimentazione e di ricerca da lui diretta fino alla trentunesima edizione nel 2003. Nate come rubrica speciale del Teatro Comunale di Bologna e costituitesi nel 1993 in Associazione Culturale, furono pensate per incidere sul panorama nazionale anche grazie a vaste e qualificate collaborazioni produttive con altre importanti realtà italiane e internazionali: Teatro alla Scala, Festival di Salisburgo, Autunno Musicale di Como, Festival Verdi di Parma, Ravenna Festival, Rossini Opera Festival, Bologna Festival, ecc. Interessate ad ogni ambito temporale, tematico e linguistico della creatività musicale (dalla produzione più arcaica all'immediata avanguardia), le Feste Musicali nel corso degli anni si imposero al pubblico e alla critica anche per le rinnovate prospettive di ricezione, allestendo i propri spettacoli in luoghi inusuali, o non ancora tali, o ribaltando le più comuni prospettive funzionali di spazi scenici tradizionali, proponendo innovativi itinerari performativi in spazi architettonici e urbani. 
Punti fermi di questo lavoro furono i molteplici Componibili, il Treno di Cage, i Sonori Peripati o il Labirinto Leopardi (1998, coproduzione con il Rossini Opera Festival di Pesaro), ecc. Grazie alle F.M. numerosi compositori del passato, magari dimenticati nel loro paese d'origine, poterono godere di rinnovata attenzione artistica e critica. Del pari, l'esplorazione di autori e nessi della più remota generazione protoromantica (Piste da leggere fra Sturm und Drang e Biedermeier, 1995-1997) come A. Rejcha, F. Paër, J. Weigl, P. von Winter, ebbero gran parte della rinnovata attenzione alle loro opere alle esecuzioni bolognesi. Così altri, come Ch. G. Neefe, F. I. Danzi, A. Reichardt, P. Vogler - o come C.M. von Weber e G. Meyerbeer nelle loro prove di esordio -, antesignani del genere liederistico. Particolari ambiti di musica sacra o meno usuali forme teatrali - come pièces da camera o, soprattutto, melologhi - trovarono significativa attenzione e rivalutazione. Nell'ambito contemporaneo, oltre a favorire l'esecuzione di partiture di pubblico dominio (Bruno Maderna, Karlheinz Stockhausen, Sylvano Bussotti), le Feste Musicali commissionarono musiche a varie generazioni dei più importanti o più emergenti compositori del più recente panorama internazionale. Tra gli altri: Franco Donatoni, Salvatore Sciarrino, Adriano Guarnieri, Fabio Vacchi, Alberto Caprioli, Gilberto Cappelli, Alessandro Solbiati, Fiorenza Gilioli, Cristina Landuzzi, Patrizio Esposito, Cesare A. Grandi, Giorgio Magnanensi. Di notevole rilevanza fu anche come le Feste Musicali godettero in ogni edizione di un importante riscontro di pubblico, sia ricevendo attenzione da frequentatori di concerti non abituali, sia offrendo allo studio e alla critica occasioni e spunti importanti di conoscenza e lavoro.

## Opere meno consuete dirette
- D. Belli, Orfeo dolente.
- D. Cimarosa, Gli Orazi e i Curiazi, due versioni storiche da concerto (prime esecuzioni moderne):
  - a) Soirée per il Primo Console (Fontainebleau, 1802).
  - b) Gran Concerto di Madama Grassini (Padova, 1820).
- E.I. Fomin, Orfeo ed Euridice (melologo).
- D. Gabrielli, Flavio Cuniberto.
- C. W. Gluck, Ifigenia in Aulide, Paride ed Elena, La Danza.
- A. M. Gretry, Denys le Tyran.
- B. Maderna, Hyperion.
- F. Paër, Achille.
- F. Provesi, Pigmalione (melologo) e G.B. Cimador, Pimmalione.
- V. Righini, Alcide al bivio.
- G. Rossini, La scala di seta, Adina o il Califfo di Bagdad.
- F. Schubert, Die Zauberharfe.
- F. Schubert, Lazarus (opera incompiuta).
- G. Verdi, Stiffelio.
- C. M. von Weber, Abu Hassan.
- J. Weigl, Amleto (melologo).
- K. Weill, Lo Zar si fa fotografare.
- P. von Winter, Lenardo und Blandine (melologo).

## Incisioni discografiche
- Les grandes heures de San Petronio de Bologne, Erato, Paris.
- Splendori del Barocco bolognese, Erato, Paris.
- Le glorie della Cappella ducale di San Marco a Venezia, Erato, Paris.
- G. P. Colonna, Messa a cinque voci e 2 salmi, Erato, Paris.
- Six concertos italiens pour trompette et orchestre, solista M. André, Erato, Paris.
- F. Paër, Concerto per organo e orchestra, solista L. F. Tagliavini, Ricordi, Milano (Premio della critica discografica italiana).
- F. Schubert, Die Zauberharfe, Bongiovanni, Bologna.
- V. Righini, Alcide al bivio, Bongiovanni, Bologna.

## Saggi su argomenti di tecnica, storia ed estetica musicale
- Guida all'analisi della polifonia vocale, Bologna, Edizioni Bongiovanni, 1962 (2ª ed. 1973).
- Bologna musicale del ‘700 e Cristoforo Gluck, in Due secoli di vita musicale, a cura di L. Trezzini, vol. I, Bologna, ALFA, 1966.
- L'opera. Appunti per una analisi, in Stiffelio, Parma, Istituto Nazionale di Studi Verdiani, 1968 («Quaderni dell'Istituto»).
- La voce: Direzione e concertazione, in Enciclopedia della Musica, Milano, Rizzoli-Ricordi, 1972.
- Beethoven a Bologna nell'Ottocento, in «Nuova Rivista Musicale Italiana», 1: VII/1 (1973), pp. 3-38; 2. VII/3-4 (1973), pp. 352-387.
- Spiriti della musica in Emilia e Romagna, in «Emilia-Romagna», F. Cantelli, G. Guglielmi cur., Milano, TETI, 1974.
- Erudizione e insolita drammaturgia nella storia di Oleg, in Giuseppe Sarti, musicista faentino. Atti del Convegno Internazionale (Faenza, 25-27 novembre 1983), a cura di M. Baroni e M. G. Tavoni, Modena, Mucchi, 1986, pp. 113-134.
- Partecipiamo a..., in T. Gotti, L. Marisaldi, F. Mazzoli, R. Vlad, Viaggio al centro della musica», Bologna, Zanichelli, 1986 (2ª ed. Percorsi nella musica, 1994).
- Editoriali per i programmi delle Feste Musicali 1967-2003, in Le Feste Musicali, Poetiche e storia, a cura di S. Camerini, Bologna, Baskerville, 2007
- Con sospesa ed incantata gratitudine, in «Le città della musica Celibidache e Bologna», Luigi Girati e Luigi Verdi cur., Bologna, Forni, 2004.

## Premi e riconoscimenti
- 1983: Premio Franco Abbiati della critica musicale italiana per le Feste Musicali, come migliore iniziativa culturale dell'anno.
- 1993: Premio Franco Abbiati della critica musicale italiana per Tito Gotti, responsabile delle Feste Musicali, come migliore organizzatore dell'anno.
- 2001: Premio Imola: le vie della critica, per gli scritti pubblicati sugli opuscoli-programma delle Feste Musicali come prefazione e storia progettuale delle scelte elaborate durante la ricerca e la definizione delle proposte.
- 2006: Nettuno d'oro del Comune di Bologna, "al Maestro Tito Gotti che, disegnando i percorsi originalissimi e assolutamente unici delle Feste Musicali, da lui fondate e dirette, con forte impegno rende omaggio alle caratteristiche più peculiari della cultura bolognese" (citato dalla motivazione ufficiale).
- 2012: Premio Stefano Bottari della Sezione di Bologna di Italia Nostra, "per lo straordinario talento di promotore con cui ha saputo animare la vita culturale dell'ultimo mezzo secolo" (citato dalla motivazione ufficiale).
- 2013: Premio Battistino del Conservatorio di Musica G. B. Martini di Bologna, "per una lunga attività didattica svolta al Conservatorio con tanta dottrina quanta umanità e per la sapienza dimostrata nella ricerca e riproposta di numerose, valenti e tipiche musiche dell'antica scuola bolognese" (citato dalla motivazione ufficiale).